# Thomas Mann
Paul Thomas Mann (6. června 1875 Lübeck – 12. srpna 1955 Curych, Švýcarsko) byl německý prozaik a esejista, držitel Nobelovy ceny za literaturu za rok 1929.

## Příbuzenstvo
Thomas Mann byl bratrem spisovatele Heinricha Manna (1871–1950) a ekonoma Karla Viktora Manna (1890–1949). Jeho manželkou se stala Katia Mannová; do manželství se narodilo šest dětí. Byli to tři synové, spisovatel Klaus Mann (1906–1949), historik a politolog Golo Mann (1909–1994) a hudebník a literární vědec Michael Mann (1919–1977). Známými se staly i jeho tři dcery, herečka, kabaretiérka a spisovatelka Erika Mannová (1905–1969), spisovatelka Monika Mannová (1910–1992) a ekoložka a spisovatelka Elisabeth Mann Borgese (1918–2002). Jeho vnukem je psycholog a spisovatel Fridolin Mann (* 1940).
Řada rodinných příslušníků byla pro něj vzorem pro postavy v některých jeho dílech.

## Život

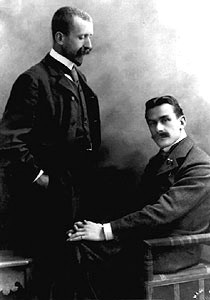
Heinrich a Thomas Mannové kolem roku 1900

### Dětství a mládí
Narodil se v Lübecku v patricijské rodině obchodníka s obilím a lübeckého senátora Thomase Johanna Heinricha Manna. Matka, hudebně nadaná Julia da Silva Bruhns, pocházela z Brazílie z rodiny velkostatkáře německého původu. Po smrti senátora Thomase Manna roku 1891 a likvidaci rodinné firmy podle závěti zemřelého se rodina přestěhovala do Mnichova, kde Thomas Mann žil až do roku 1933. Zde působil jako volontér v pojišťovací společnosti, jeden rok pracoval v redakci satirického časopisu Simplicissimus, navštěvoval přednášky na univerzitě a v letech 1895–1898 pobýval v Itálii společně s bratrem Heinrichem.
S vlastními literárními pokusy začal v roce 1893 (črta Vize) a o rok později debutoval svou novelou Gefallen. První velké dílo, román Buddenbrookovi, vyšel v roce 1901. Kniha sklidila okamžitý úspěch a z Manna se stal téměř přes noc proslulý německý spisovatel.
Roku 1905 se oženil s dcerou vzdělaného židovského obchodníka Katiou Pringsheimovou, s níž měl šest dětí (Eriku, Klause, Gola, Moniku, Elisabeth a Michaela), z nichž se výrazněji proslavily dvě: Klaus, který se rovněž stal spisovatelem, a Golo, jenž se věnoval historii. Skutečnost, že Thomas Mann spojil svůj život s ženou, což ve své době byla jediná možnost veřejného partnerského soužití, byla pro jeho okolí překvapující. Jeho homosexuální nebo spíše bisexuální orientace se potvrdila až dvacet let po jeho smrti, kdy byly odtajněny jeho soukromé deníky. Homosexuální motivy jsou časté i v Mannově díle (např. v románu Buddenbrookovi či v novelách Smrt v Benátkách a Tonio Kröger).

### Dospělost
V roce 1912 onemocněla Katia tuberkulózou a pobývala dlouhodobě v plicním sanatoriu ve švýcarském Davosu. Její léčba, zážitky ze sanatoria i obavy z možné smrti inspirovaly Thomase Manna k druhému významnému románu, snovému vyprávění z luxusní plicní ozdravovny Kouzelný vrch, na němž začal pracovat v roce 1913 a dokončil ho roku 1924, kdy byl, rovněž s velkým úspěchem, publikován.
V době první světové války se v esejích Úvahy nepolitického člověka dostal do zásadních rozporů s bratrem Heinrichem, když válku neodmítl a zastal se prušáctví a německého nacionalismu. Později však doznal svůj omyl a přiklonil se k demokracii a humanismu jako jeho bratr.
V té době se již stýkal s předními umělci a spisovateli své doby, např. s Hermannem Brochem či Robertem Musilem, jemuž výrazně pomáhal v jeho finanční tísni a jehož díla si velmi vážil. V roce 1929 pak získal Nobelovu cenu za literaturu „zejména za jeho mohutný román Buddenbrookovi, který během let získával stále vyšší uznání jako jedno z klasických děl současné literatury“ (citace z odůvodnění Švédské akademie), přičemž jedním z kandidátů na toto ocenění byl již v roce 1927. Ze značné finanční sumy, kterou obdržel, umořoval vysoké dluhy svých dětí.

### Válka, exil v USA aposlední léta života
Již od počátku třicátých let sledoval Thomas Mann s obavami hrozící nástup nacismu v Německu, tehdy tzv. Výmarské republice. Ve své řeči Apel na rozum pronesené v Berlíně v říjnu 1930, jež vstoupila do dějin jako Deutsche Ansprache (Německý projev) varoval Mann před touto hrozbou. Přes nadšené přijetí částí německé veřejnosti nebylo jeho varování vyslyšeno. V roce 1933 proto se svou manželkou Katiou a rodinou opustil Německo zprvu do Paříže a posléze se uchýlil do exilu ve Švýcarsku, kde pak rodina Mannova žila v Küsnachtu v blízkosti Curychu.
V letech 1934 a 1935 podnikl Thomas Mann své první cesty do Spojených států. V roce 1936 získal díky udělení domovského práva městečkem Proseč československé státní občanství a cestovní pas. Proseč udělila domovské právo celé rodině Mannových, když jim ho předtím odmítla udělit radnice Liberce. V roce 1938 odjel do USA, jejichž občanem se stal roku 1944. V tomto období pracoval Mann na rozsáhlé románové tetralogii Josef a bratří jeho, napsané na biblický námět.
Po druhé světové válce se vrátil do Evropy a od roku 1952 žil ve Švýcarsku. Roku 1947 vydal své pravděpodobně nejznámější dílo, román Doktor Faustus, napsaný za jeho pobytu ve Spojených státech. Faustovská inspirace, přenesená do soudobého Německa, spojuje v postavě skladatele Adriana Leverkühna otázky umělecké tvorby a svobody duše.
Při pobytu v nizozemských přímořských lázních Nordwijk onemocněl trombózou v levé noze. Po návratu do Curychu byl hospitalizován a 12. srpna 1955 zemřel ve věku 80 let. Smrt mu již nedovolila dopsat román o životě virtuózního podvodníka Zpověď hochštaplera Felixe Krulla. Je pochován ve švýcarském Kilchbergu.

## Dílo

### Novely a povídky
- Vision (1893, Vize), črta
- Gefallen (1894), první větší Mannova práce
- Der Wille zum Glück (1896), Vůle ke štěstí)
- Enttäuschung (1896, Zklamání)
- Der Tod (1897, Smrt)
- Der kleine Herr Friedemann (1897, Malý pan Friedemann), novela líčící zhroucení klidného a pečlivě nalinkovaného života malého a nehezkého pana Friedemanna kvůli pro něho nedosažitelné ženě.
- Der Bajazzo (1897, Klaun)
- Tobias Mindernickel (1898)
- Der Kleiderschrank (1899, Šatník)
- Der Weg zum Friedhof (1900, Cesta ke hřbitovu)
- Gladius Dei (1902), titul novely znamená latinsky Meč boží.
- Tristan und andere Novellen (1903, Tristan a další novely), sbírka impresivních psychologických novel zabývajících se protikladem mezi obyčejným životem a trýzní umělecké tvorby, z nichž nejvýznamnější jsou Tristan a Tonio Kröger.
- Ein Glück (1904, Štěstí)
- Beim Propheten (1905, U proroka), povídka líčící bezcharakterního intelektuálního sektáře parazitujícího na životě jiných.
- Schwere Stunde (1905, Těžká hodina), povídka, ve které autor vytváří portrét německého básníka a dramatika Friedricha Schillera jako umělce, jehož síla je v poznání a pro nějž je tvorba zápasem se světem jevů a bolestným úsilím o vyjádření myšlenky.
- Anekdote (1908, Anekdota)
- Das Eisenbahnunglück (1908, Železniční nehoda)
- Wie Jappe und Do Escobar sich prügelten (1911, Jak se poprali Jappe a Do Escobar)
- Der Tod in Venedig (1912, Smrt v Benátkách), slavná novela s tématem vztahu umělce k světu.
- Das Wunderkind (1914, Zázračné dítě), novela zabývající se uměleckým šejdířstvím a šarlatánstvím.
- Herr und Hund (1919, Pán a jeho pes), idylická novela líčící zážitky ze společného života se psem.
- Gesang vom Kindchen (1919, Dětský zpěv)
- Wälsungenblut (1921, Krev Wälsungů), novela o incestním vztahu dvojčat z bohaté židovské rodiny.
- Unordnung und frühes Leid (1925, Zmatek a raný žal), melancholická novela, odehrávající se v době inflačního chaosu v Německu, líčící první citový otřes mladičké dívenky.
- Mario und der Zauberer (1930, Mario a kouzelník), novela varující před fašismem zobrazením davové psychózy vyvolané demagogickým kejklířem.
- Die vertauschten Köpfe (1940, Vyměněné hlavy), humorný i krvavě drastický indický pohádkový příběh o neukojitelnosti lidské touhy.
- Das Gesetz (1943, Zákon), novela jejíž hrdinou je biblický Mojžíš. Tímto dílem přispěl Thomas Mann do protifašistického sborníku deseti světových spisovatelů Desatero přikázání.
- Die Betrogene (1953, Podvedená), novela, jejíž starší hrdinka považuje své obnovené krvácení za zázračné navrácení se k přirozeným ženským funkcím díky své milostné vášni k mladému muži (ve skutečnosti však jde o symptom zhoubné nemoci).

### Divadelní hry
- Fiorenza (1906)

### Romány
- Buddenbrooks: Verfall einer Familie (1901, Buddenbrookovi), román o postupném úpadku čtyř generací měšťanské rodiny z Lübecku, který založil Mannovu světovou proslulost.
- Königliche Hoheit (1909, Královská výsost), ironická a symbolická „pohádka“ o uzdravení nefungující a beznadějně zadlužené monarchie kapitálem a láskou.
- Der Zauberberg (1924, Kouzelný vrch nebo Čarovná hora), román odehrávající se ve švýcarském plicním sanatoriu, v němž se v slovních soubojích protagonistů uskutečňuje světonázorová diskuse o zániku staré společnosti a současně probíhá i morální a duchovní příprava na lepší budoucnost.
- Joseph und seine Brüder (1933–1943, Josef a bratří jeho), rozsáhlá románová tetralogie napsaná na biblický námět. Tetralogie se skládá z těchto dílů:
  - Die Geschichten Jaakobs (1933, Příběhy Jákobovy)
  - Der junge Joseph (1934, Mladý Josef)
  - Joseph in Ägypten (1936, Josef v Egyptě)
  - Joseph, der Ernährer (1943, Josef Živitel)
- Lotte in Weimar (1939, Lotta ve Výmaru), román, ve kterém Thomas Mann postavil proti nacismu humanistické klasické dědictví Goethovo.
- Doktor Faustus (1947), vrcholný Mannův román inspirovaný legendou o Faustovi vypovídá o osudu Německa v první polovině 20. století a o postavení umělce v tomto světě.
- Der Erwählte (1951, Vyvolený), poslední autorovo dokončené dílo, moderní románová parafráze středověkého příběhu o životě papeže Řehoře.
- Bekenntnisse des Hochstaplers Felix Krull, 1954 (Zpověď hochštaplera Felixe Krulla), nedokončený autorův román o životě virtuózního podvodníka.

### Eseje

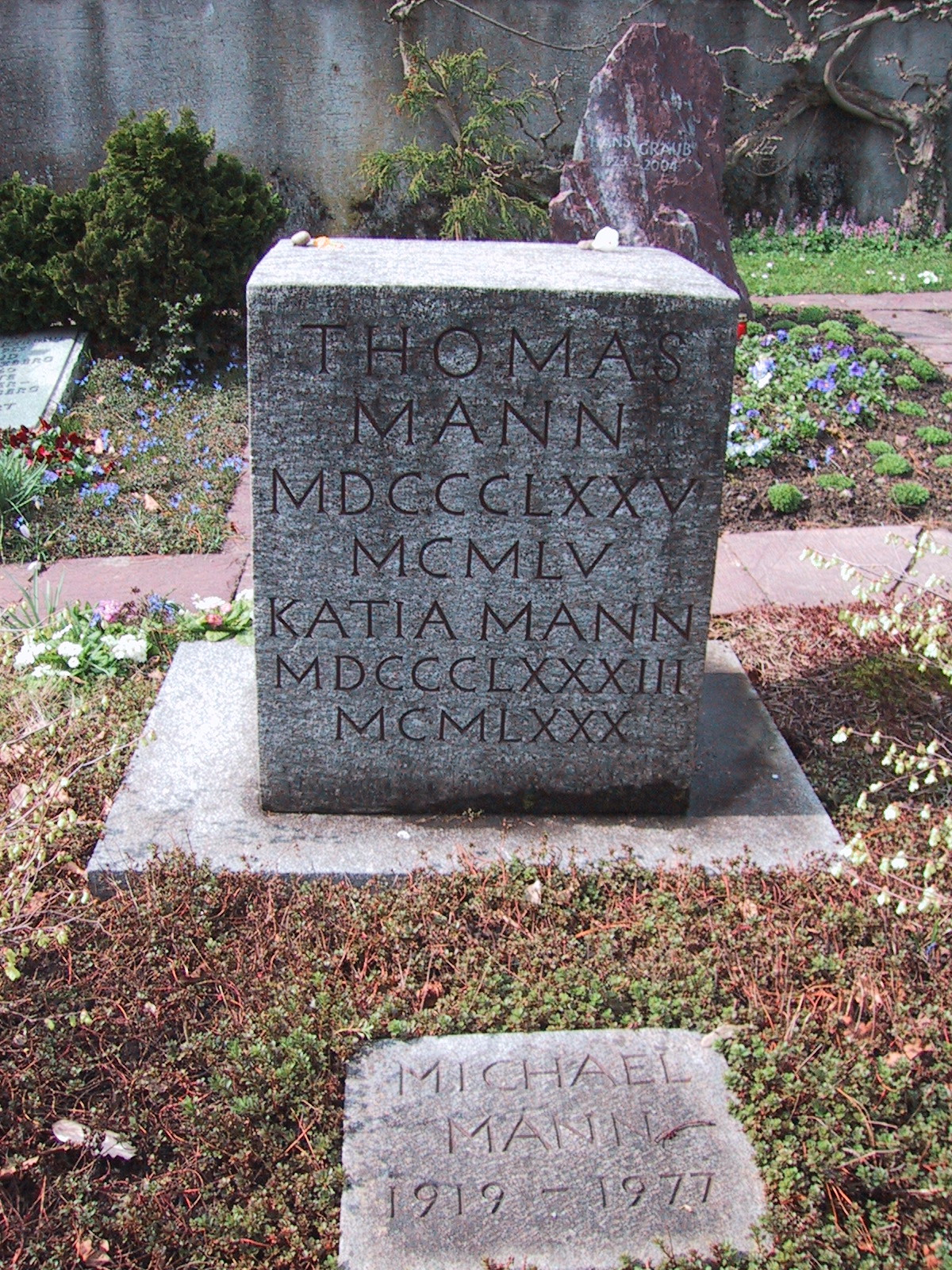
Hrob Thomase a Katie Mannových v Kilchbergu

- Friedrich und die große Koalition (1915, Friedrich a velká koalice)
- Betrachtungen eines Unpolitischen (1918, Úvahy nepolitického člověka), eseje, ve kterých se Thomas Mann zastal války, prušáctví a německého nacionalismu, což vedlo k roztržce s jeho bratrem Heinrichem.
- Rede und Antwort (1922, Řeč a odpověď)
- Goethe und Tolstoj (1923, Goethe a Tolstoj)
- Von deutscher Republik (1923, O německé republice)
- Deutsche Ansprache: Ein Apell an die Vernunft (1930, Německý projev: Apel na rozum), odmítnutí fanatického fašismu.
- Die Forderung des Tages (1930, Požadavek dne)
- Leiden und Größe der Meister (1935, Utrpení a velikost mistrů)
- Freud und die Zukunft (1936, Freud a budoucnost)
- Freud, Goethe, Wagner (1937)
- Dieser Friede (1938, Tento mír), odsouzení Mnichovské dohody
- Schopenhauer (1938)
- Achtung, Europa! (1938, Evropo, pozor!)
- Deutschland und die Deutschen (1945, Německo a Němci)
- Nietzsches Philosophie im Lichte unserer Erfahrung (1948, Nietzscheho filozofie ve světle naší zkušenosti). Esej, ve kterém se Mann pokouší rehabilitovat Nietzscheho filozofii po zkušenosti druhé světové války. Nietzsche je zde vykreslen jako bytostný ironik, jehož provokativní dílo je třeba chápat v kontextu 19., nikoliv 20. století. Před hrůzami tohoto století Nietzscheho dílo podle Manna varuje, a proto v něm nelze spatřovat jejich myšlenkové pozadí, natož ho zneužívat k jejich ospravedlnění. Biografický ráz eseje a jeho důraz na duchovní spřízněnost Nietzscheho nemoci a geniality činí z textu důležitý pandán k románu Doktor Faustus.
- Die Entstehung des Doktor Faustus (1949, Jak jsem psal Doktora Fausta), výjimečná kniha, ve které romanopisec provází čtenáře svou duševní dílnou a seznamuje ho s řadou zajímavých podrobností vzniku stěžejního díla svého stáří, a zároveň i s množstvím skutečností svého osobního života a osobnostmi, s nimiž se stýkal, i se soudobým děním světovým, politickým i kulturním.
- Meine Zeit (1950, Moje doba)
- Versuch über Tschechow (1955, O Čechovovi)

### Česká vydání
- Královská výsost, A. Hajn, Praha 1910, přeložil J. Hanousek.
- Malý pan Friedemann, Josef R. Vilímek, Praha 1911, přeložila Jaroslava Vobrubová a Antonín Veselý.

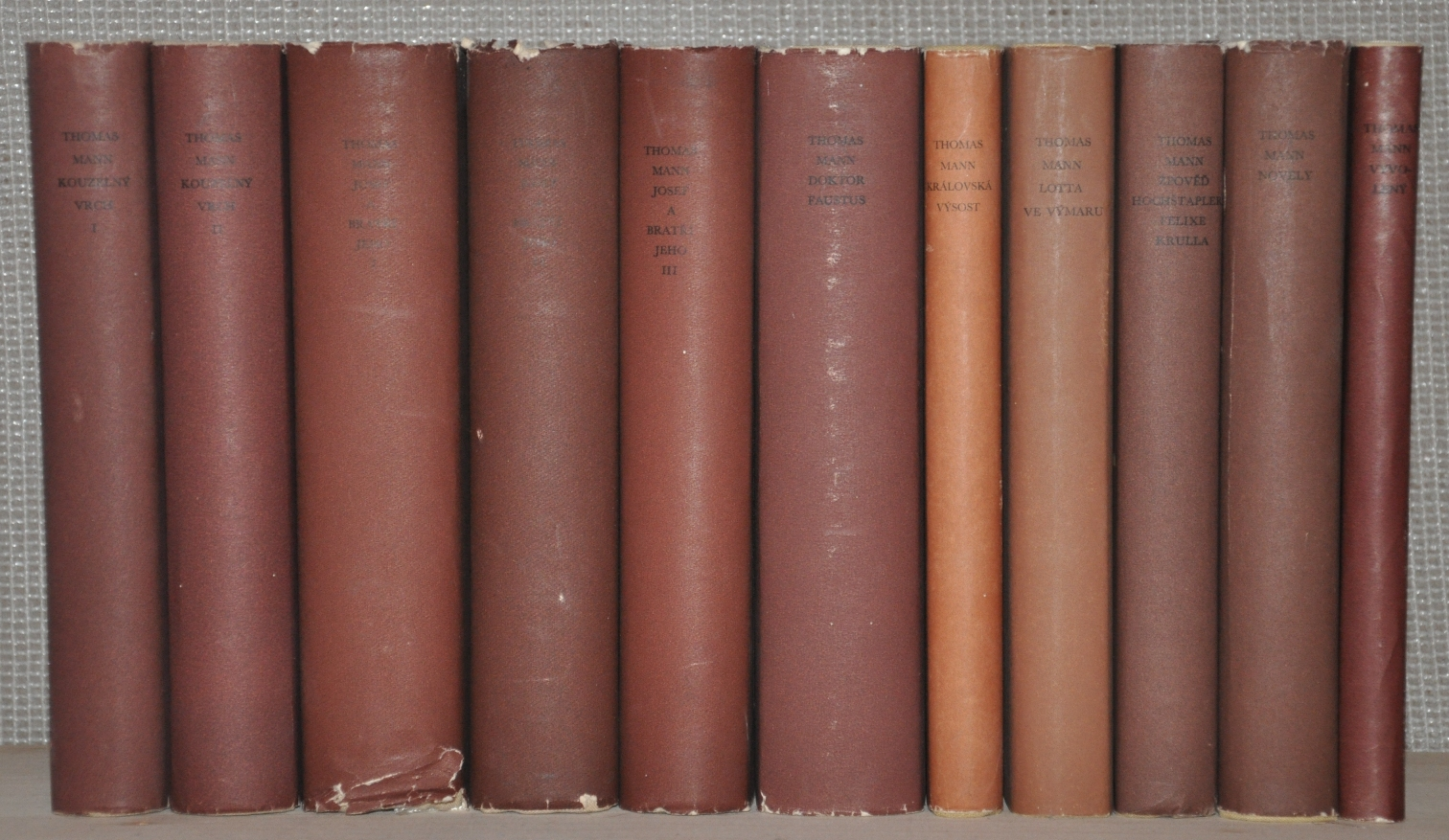
Spisy Thomase Manna, Knihovna klasiků

- Novelly, Jan Otto, Praha 1912, přeložila Zdeňka Hostinská.
- Budenbrookové, Národní listy, Praha 1913–1914, přeložil B. Prusík.
- Smrt v Benátkách, Kvasnička a Hampl, Praha 1927, přeložil Rudolf Pazderník.
- Tonio Kröger a jiné novely, B. Krejčí, Praha 1928, přeložila Zdenka Hostinská.
- Malý pan Friedemann, Adolf Synek, Praha 1930, přeložila Růžena Thonová.
- Buddenbrookovi, Melantrich, Praha 1930, přeložil Jaroslav Skalický, znovu 1932.
- Kouzelný vrch, Melantrich, Praha 1930, přeložila Jitka Fučíková, Pavel Levit a Jan Zahradníček, znovu 1935–1936, SNKLHU 1958 a Odeon 1975.
- Královská výsost, Melantrich, Praha 1931, přeložil Bedřich Vaníček.
- Mario a kouzelník a jiné novely, Melantrich, Praha 1932, přeložila Jitka Fučíková.
- Povídky o životě a smrti, Melantrich, Praha 1932, přeložil Jan Zahradníček.
- Josef a bratří jeho I. – Příběhy Jákobovy, Melantrich, Praha 1934, přeložil Ivan Olbracht a Helena Malířová, znovu 1936.
- Josef a bratří jeho II. – Mladý Josef, Melantrich, Praha 1934, přeložil Ivan Olbracht a Helena Malířová, znovu 1936.
- Utrpení a velikost mistrů, Melantrich, Praha 1936, přeložil Pavel Eisner.
- Josef a bratří jeho III. – Josef v Egyptě, Melantrich, Praha 1937, přeložil Ivan Olbracht.
- Freud a budoucnost, Julius Albert, Praha 1938, přeložil Pavel Eisner.
- Desatero přikázání, Družstevní práce, Praha 1947, přeložil Pavel Eisner), sborník protifašistických novel od deseti světových spisovatelů, mezi nimi Mannův Zákon.
- Schopenhauer, František Borový, Praha 1948, přeložil Jan Dvořák, znovu Votobia, Olomouc 1993.
- Doktor Faustus, Melantrich, Praha 1948, přeložil Pavel Eisner, znovu SNKLU 1961.
- Lota ve Výmaru, Melantrich, Praha 1949, přeložil Pavel Eisner.
- Buddenbrookovi, Melantrich, Praha 1950, přeložil Pavel Eisner, znovu 1951, SNKLHU 1955 a 1956 a Odeon 1971.
- Josef a bratří jeho IV. – Josef Živitel, Melantrich, Praha 1951, přeložil Pavel Eisner.
- Tonio Kröger, SNKLHU, Praha 1958, přeložila Jitka Fučíková.
- Josef a bratří jeho I. – Příběhy Jákobovy a Mladý Josef, SNKLHU, Praha 1959, přeložil Ivan Olbracht a Helena Malířová, znovu Bonus A, Brno 1998.
- Josef a bratří jeho II. – Josef v Egyptě, SNKLHU, Praha 1959, přeložil Ivan Olbracht.
- Josef a bratří jeho III. – Josef Živitel, SNKLHU, Praha 1959, přeložil Pavel Eisner.
- O Čechovovi, Československý spisovatel 1957, přeložil Milan Messiereur.
- Zpověď hochštaplera Felixe Krulla, Mladá fronta, Praha 1958, přeložil Pavel Eisner, znovu SNKLU 1964 a Odeon 1971.
- Fiorenza, Dillia, Praha 1959, přeložili Ludmila Kopečná a Zdeněk Dufek.
- Novely a povídky, Naše vojsko, Praha 1959, přeložil Pavel Eisner, dva svazky, obsahující třináct autorových próz, mimo jiné i původní fragment románu Zpověď hochštaplera Felixe Krulla z roku 1911.
- Jak jsem psal doktora Fausta, Československý spisovatel 1962, přeložila Dagmar Eisnerová.
- Novely, SNKLU, Praha 1965, přeložili Pavel a Dagmar Eisnerovi, Jitka Fučíková a Zbyněk Sekal, obsahuje díla Malý pan Friedemann, Tonio Kröger, Těžká hodina, Smrt v Benátkách, Tristan, Zázračné dítě, Zmatek a raný žal, Pán a pes, Mario a kouzelník a Vyměněné hlavy.
- Exulant Thomas Mann, Východočeské nakladatelství, Hradec Králové 1966, přeložila Dagmar Eisnerová, tři politické projevy z let 1937–1950.
- Smrt v Benátkách, Odeon, Praha 1973, přeložil Pavel Eisner, znovu Zahrada, Tábor 2003.
- Vyvolený, Odeon, Praha 1974, přeložila Jitka Fučíková.
- Novely a povídky Odeon, Praha 1979, přeložila Jitka Fučíková a Dagmar Steinová, obsahuje díla Malý pan Friedemann, Šatník, Tristan, Tonio Kröger, Zázračné dítě, Těžká hodina, Smrt v Benátkách, Pán a pes, Krev Wälsungů, Zmatek a raný žal, Mario a kouzelník, Zaměněné hlavy a Zákon.
- Zpověď hochštaplera Felixe Krulla, Odeon, Praha 1979, přeložila Anna Siebenscheinová, znovu 1986.
- Buddenbrookovi, Odeon, Praha 1980, přeložila Jitka Fučíková, znovu Práce 1985.
- Lotta ve Výmaru, Odeon, Praha 1982, přeložila Anna Siebenscheinová.
- Doktor Faustus, Mladá fronta, Praha 1986, přeložil Hanuš Karlach, znovu Academia, Praha 2015.
- Královská výsost, Odeon, Praha 1987, přeložila Anna Siebenscheinová.
- Malý pan Friedemann, Vyšehrad, Praha 2003, přeložil Václav Bahník.
- Smrt v Benátkách, Aulos, Praha 2003, přeložila Jitka Fučíková, znovu Lidové noviny 2005.
- Konec měšťanské epochy. Eseje o literatuře, hudbě a filozofii, Dauphin, Praha 2008, přeložil Jan Hon.
- Smrt v Benátkách, Mladá fronta, Praha 2011, přeložil Vratislav Slezák.
- O sobě: autobiografické spisy, Academia, Praha 2013, přeložil Milan Váňa.
- Doktor Faustus: život německého hudebního skladatele Adriana Leverkühna, který vypráví jeho přítel. Překlad Hanuš Karlach. Druhé, revidované vydání, v Academii první. Praha: Academia, 2015. 687 stran. ISBN 978-80-200-2436-7.
- Čarovná hora, Mladá fronta, Praha 2016, přeložil Vratislav Slezák.

### Filmové adaptace
- Die Buddenbrooks (Buddenbrookovi), Německo 1923, režie Gerhard Lamprecht, němý film
- Königliche Hoheit (Královská výsost), Německo 1953, režie Harald Braun
- Bekenntnisse des Hochstaplers Felix Krull (Zpověď hochštaplera Felixe Krulla), Německo 1957, režie Kurt Hoffmann, v hlavní roli Horst Buchholz
- Les Têtes interverties (Vyměněné hlavy), Francie 1957, režie Alejandro Jodorowsky
- Buddenbrooks (Buddenbrookovi), Německo 1959, režie Alfred Weidenmann
- Tonio Kröger, Francie-Německo 1964, režie Rolf Thiele
- Wälsungenblut (Krev Wälsungů), Německo 1965, režie Rolf Thiele
- Buddenbrooks (Buddenbrookovi), Velká Británie 1965, režie Michael Imison, televizní film
- Der Zauberberg (Kouzelný vrch), Německo 1968, režie Ludwig Cremer, televizní film
- Morte a Venezia (Smrt v Benátkách), Itálie 1971, režie Luchino Visconti
- Lotte in Weimar (Lotta ve Výmaru), Německo 1974, režie Egon Günther
- Tristan, Německo 1975, režie Herbert Ballmann, televizní film
- Unordnung und frühes Leid (Zmatek a raný žal), Německo 1977, režie Franz Seitz
- Die Buddenbrooks (Buddenbrookovi), Německo 1979, režie Franz Peter Wirth, televizní film
- Death in Venice (Smrt v Benátkách), Velká Británie 1981, režie Tony Palmer, televizní film
- Bekenntnisse des Hochstaplers Felix Krull (Zpověď hochštaplera Felixe Krulla), Německo 1982, režie Bernhard Sinkel, televizní film
- Der Zauberberg (Kouzelný vrch), Německo 1982, režie Hans W. Geißendörfer, v hlavních rolích Rod Steiger a Charles Aznavour
- Doktor Faustus, Německo 1983, režie Franz Seitz
- Death in Venice (Smrt v Benátkách), Velká Británie 1990, režie Robin Lough, televizní film
- Le Miragle (Přelud), Francie 1992, režie Jean-Claude Guiguet, podle novely Podvedená
- Mario und der Zauberer (Mario a kouzelník), Německo 1994, režie Klaus Maria Brandauer